# 주희 (가수)
주희(본명: 이주희, 1984년 3월 17일 ~ )는 혼성 그룹 8eight(에이트)의 멤버이다.

## 음반
- 8eight 정규 1집 《First》
- 8eight 정규 2집 《Infinity》
- 8eight 《Music is my life Part 2》
- 8eight 싱글 앨범 I Love You
- 8eight 정규 3집 《The golden age》
- 8eight 3집 리패키지 《The golden age》
- 8eight 싱글 앨범 《울고싶어 우는 사람이 있겠어 cry mix》
- 8eight 디지털 싱글 《유효기간》
- 8eight 《The Bridge》
- 8eight 미니 앨범《8eight》
- 8eight 디지털 싱글《미치지말자》
- 백찬&주희 《미련은 미련일뿐야》
- 주희 EP 《psychotherapy》
- 주희 디지털싱글 《수고한 날들에게, 건배!》
- 주희 디지털싱글 《이제 그만 안녕이야》
- 8eight 디지털싱글 《또 사랑에 속다》

## 가수 외 활동

### 방송
- 2015년 《미스터리 음악쇼 복면가왕》 (MBC) - 축하해요 생일케이크
- 2017년 《미스터리 음악쇼 복면가왕》 (MBC) - 이건 젖살이에요! 복어아가씨! (준우승)